# Alan Ruggiero
Alan Franco Ruggiero (Ciudad de Buenos Aires; 11 de enero de 1993) es un piloto argentino de automovilismo. Desarrolló su carrera deportiva en el mundo del karting, entre los años 2000 y 2009, obteniendo importantes títulos en ese rubro. Tras su paso por el kart, debutó profesionalmente en la Fórmula Renault Metropolitana, en el año 2009, para luego pasar en 2011 a competir en la divisional TC Mouras de la Asociación Corredores de Turismo Carretera, en la cual terminaría consagrándose como campeón argentino en el año 2013.
A partir del año 2014, comenzó a competir en la divisional TC Pista, donde participó a lo largo de tres años hasta su ascenso definitivo al Turismo Carretera. En esta categoría, debutó en la temporada 2017 al comando de un Torino Cherokee del equipo Laboritto Jrs. Competición y obtuvo su primera victoria el 14 de octubre de 2018, al comando de una unidad similar, pero del equipo Sprint Racing. Tal victoria, le valió su ingreso al historial de pilotos ganadores del TC, como su miembro número 213.

## Biografía
La carrera de Alan Ruggiero se inició en el año 2000, cuando con apenas 7 años comenzó a desarrollar sus primeras participaciones en competencias de kart indoor (circuito cubierto). A partir del año 2001, comenzaría a participar en los diferentes escalafones de la disciplina del kart, iniciándose en las categorías Baby Kart, los promocionales Sthil, Pre Junior, Junior, Sudam Junior y finalmente Súper Sudam. Su carrera como kartista tendría lugar entre los años 2000 y 2009, entre los cuales obtuvo diferentes campeonatos como ser el Torneo Apertura 2002 de la Categoría Sthil, los Torneos Apertura 2006 de las Clases A y B del Campeonato Bonarerense (Categoría Junior) y los Torneos Apertura 2007 y Clausura 2008, del Campeonato Prokart (categoría General). 
Con todos estos pergaminos, en el año 2009 concreta su debut en el automovilismo profesional, al iniciarse en la Fórmula Renault Metropolitana, al comando de un monoplaza del equipo Ré Competición. Con esta unidad continuaría compitiendo por una temporada más, finalizando el campeonato 2010 en el tercer puesto.
Tras sus pasos por el kart y los monoplazas, en el año 2011 llegó su debut con los automóviles de turismo, al debutar en la categoría TC Mouras, tercera división del escalafón general de la Asociación Corredores de Turismo Carretera. En esta categoría, comenzaría compitiendo al comando de un Ford Falcon del equipo Azul Sport Team. Con esta unidad, cerraría su temporada debut en la 15° colocación, para luego disputar la temporada 2012 donde culminaría en la sexta colocación.
El año 2013 constituyó el año de consagración de Alan Franco Ruggiero dentro del TC Mouras, ya que esta temporada conseguiría, no solo alcanzar tres triunfos en el año, sino que además clasificó a la Etapa de Definición del Campeonato y luchó el campeonato, proclamándose finalmente como Campeón Argentino de TC Mouras.
Tras su exitoso paso por el TC Mouras, en 2014 debutó en la divisional TC Pista, donde como en los años anteriores se desempeñó al comando de un Ford Falcon y volviendo a depositar su confianza en el Azul Sport Team. En su primer año culminó el torneo en la 13.ª colocación, habiéndose llevado también su primera victoria en la división, el 1º de junio de 2014, en el Autódromo Internacional de Termas de Río Hondo. Su carrera continuaría su franco ascenso en el año 2015, temporada en la que se alzó con dos triunfos siendo el primero el obtenido el 06 de septiembre de 2015 en el Autódromo Ciudad de Rafaela y el segundo el 21 de noviembre de 2015 en el Autódromo General San Martín de Comodoro Rivadavia. Tales triunfos, sirvieron para que Ruggiero clasifique a la Etapa de Play Off, como uno de los llamados "Tres de último minuto", cerrando finalmente el torneo en la décima colocación. La temporada 2016 arrancaría con un triunfo en el Autódromo Ciudad de Viedma, el 21 de febrero de 2016 y se complementó con dos triunfos más, el 28 de agosto de 2016 en el Autódromo Ciudad de Paraná y el 13 de noviembre de 2016 en el Autódromo Mar y Valle de Trelew. Estos triunfos alcanzarían para que Ruggiero clasifique nuevamente a la Etapa de Definición, cerrando el torneo en la 3.ª colocación y evidenciando una importante evolución en materia deportiva. Al mismo tiempo, los resultados obtenidos a lo largo de estas 3 temporadas, le permitirían al piloto porteño ser acreedor del pase al Turismo Carretera para la temporada 2017.
Finalmente y tras tres temporadas en el TC Pista, debutó en Turismo Carretera en el año 2017 compitiendo al comando de un Torino Cherokee del equipo Laboritto Jrs. Racing.

## Trayectoria
| Años      | Categoría                                | Automóvil          |
| --------- | ---------------------------------------- | ------------------ |
| 2000-2009 | Piloto de karts                          | -                  |
| 2009      | Debut en Fórmula Metropolitana           | Crespi-K4M Renault |
| 2010      | Fórmula Metropolitana                    | Crespi-K4M Renault |
| 2011      | Debut en TC Mouras                       | Ford Falcon        |
| 2012      | TC Mouras                                | Ford Falcon        |
| 2013      | Campeón de TC Mouras                     | Ford Falcon        |
| 2014      | Debut en TC Pista                        | Ford Falcon        |
| 2014      | Torneo de pilotos invitados de TC Mouras | Chevrolet Chevy    |
| 2015      | TC Pista                                 | Ford Falcon        |
| 2015      | Torneo de pilotos invitados de TC Mouras | Ford Falcon        |
| 2016      | TC Pista                                 | Ford Falcon        |
| 2016      | Torneo de pilotos invitados de TC Mouras | Ford Falcon        |
| 2017      | Debut en Turismo Carretera               | Torino Cherokee    |
| 2017      | Torneo de pilotos invitados de TC Mouras | Ford Falcon        |
| 2018      | Turismo Carretera                        | Torino Cherokee    |
| 2019      | Turismo Carretera                        | Torino Cherokee    |
| 2020      | Turismo Carretera                        | Ford Falcon        |

### Resultados completos TC Mouras
| Año                 | Año         | Fechas | Fechas | Fechas | Fechas | Fechas | Fechas | Fechas | Fechas | Fechas | Fechas | Fechas | Fechas | Fechas | Fechas | Posición final      |
| Equipo              | Automóvil   | Fechas | Fechas | Fechas | Fechas | Fechas | Fechas | Fechas | Fechas | Fechas | Fechas | Fechas | Fechas | Fechas | Fechas | Posición final      |
| ------------------- | ----------- | ------ | ------ | ------ | ------ | ------ | ------ | ------ | ------ | ------ | ------ | ------ | ------ | ------ | ------ | ------------------- |
| 2011                | 2011        | 01     | 02     | 03     | 04     | 05     | 06     | 07     | 08     | 09     | 10     | 11     | 12     | 13     | 14     | 14.º (88.50 puntos) |
| Quilmes Plas Racing | Ford Falcon | 21     | NP     |        |        |        |        |        |        |        |        |        |        |        |        | 14.º (88.50 puntos) |
| Remo Sport          | Ford Falcon |        |        | 13     | 14     | 22     | 15     | 20     | 23     | 4.º    | NP     | 16     |        |        |        | 14.º (88.50 puntos) |
| Azul Sport Team     | Ford Falcon |        |        |        |        |        |        |        |        |        |        |        | 8.º    | 22     | 5.º    | 14.º (88.50 puntos) |
|                     |             |        |        |        |        |        |        |        |        |        |        |        |        |        |        |                     |
| 2012                | 2012        | 01     | 02     | 03     | 04     | 05     | 06     | 07     | 08     | 09     | 10     | 11     | 12     | 13     | 14     | 7.º (166.50 puntos) |
| Azul Sport Team     | Ford Falcon | 5.º    | 7.º    | NL     | 6.º    | 15     | 23     | SV     | 20     | 16     | 22     | 3.º    | 6.º    | 1.º    | 2.º    | 7.º (166.50 puntos) |
|                     |             |        |        |        |        |        |        |        |        |        |        |        |        |        |        |                     |
| 2013                | 2013        | 01     | 02     | 03     | 04     | 05     | 06     | 07     | 08     | 09     | 10     | 11     | 12     | 13     | 14     | 1.º (798.50 puntos) |
| Azul Sport Team     | Ford Falcon | 11     | 18     | 2.º    | 8.º    | 1.º    | 4.º    | 2.º    | 11     | 2.º    | 1.º    | 3.º    | 2.º    | 1.º    | 2.º    | 1.º (798.50 puntos) |

- [10]

## Palmarés
| Título  | Categoría | Automóvil   | Año  |
| ------- | --------- | ----------- | ---- |
| Campeón | TC Mouras | Ford Falcon | 2013 |